# Relaciones Colombia-Hungría
Las relaciones Colombia-Hungría son las relaciones exteriores entre la República de Colombia y Hungría. Ambas naciones son miembros de las Naciones Unidas y de la Organización para la Cooperación y el Desarrollo Económicos.

## Historia
Las relaciones iniciales entre Colombia y el Imperio austrohúngaro tuvieron lugar en 1870 cuando el imperio abrió un consulado honorario en Barranquilla y en Bogotá. Después de la Primera Guerra Mundial en 1918, el Imperio Austro-Húngaro se desintegró y Hungría se convirtió en una nación independiente.
En 1968, Hungría abrió un consulado general en Bogotá. Las relaciones diplomáticas oficiales entre Colombia y Hungría comenzaron el 28 de marzo de 1973. En octubre de 2017, se reabrió la embajada de Hungría en Colombia con la presencia del canciller húngaro Péter Szijjártó.
En septiembre de 2016, se abrió la Oficina Comercial de Hungría en Bogotá. En marzo de 2018, se abrió la embajada de Colombia en Budapest. En mayo de 2018, el presidente colombiano Juan Manuel Santos realizó una visita oficial a Hungría, convirtiéndose en el primer jefe de Estado colombiano en realizar dicha visita. Durante su visita, el presidente Santos se reunió con el presidente húngaro János Áder y el primer ministro Viktor Orbán.

## Visitas de alto nivel
Visitas de alto nivel de Colombia a Hungría
- Ministra de Relaciones Exteriores María Ángela Holguín (2017, 2018)
- Presidente Juan Manuel Santos (2018)

Visitas de alto nivel de de Hungría a Colombia
- Ministro de Asuntos Exteriores Péter Szijjártó (2017)

## Acuerdos bilaterales

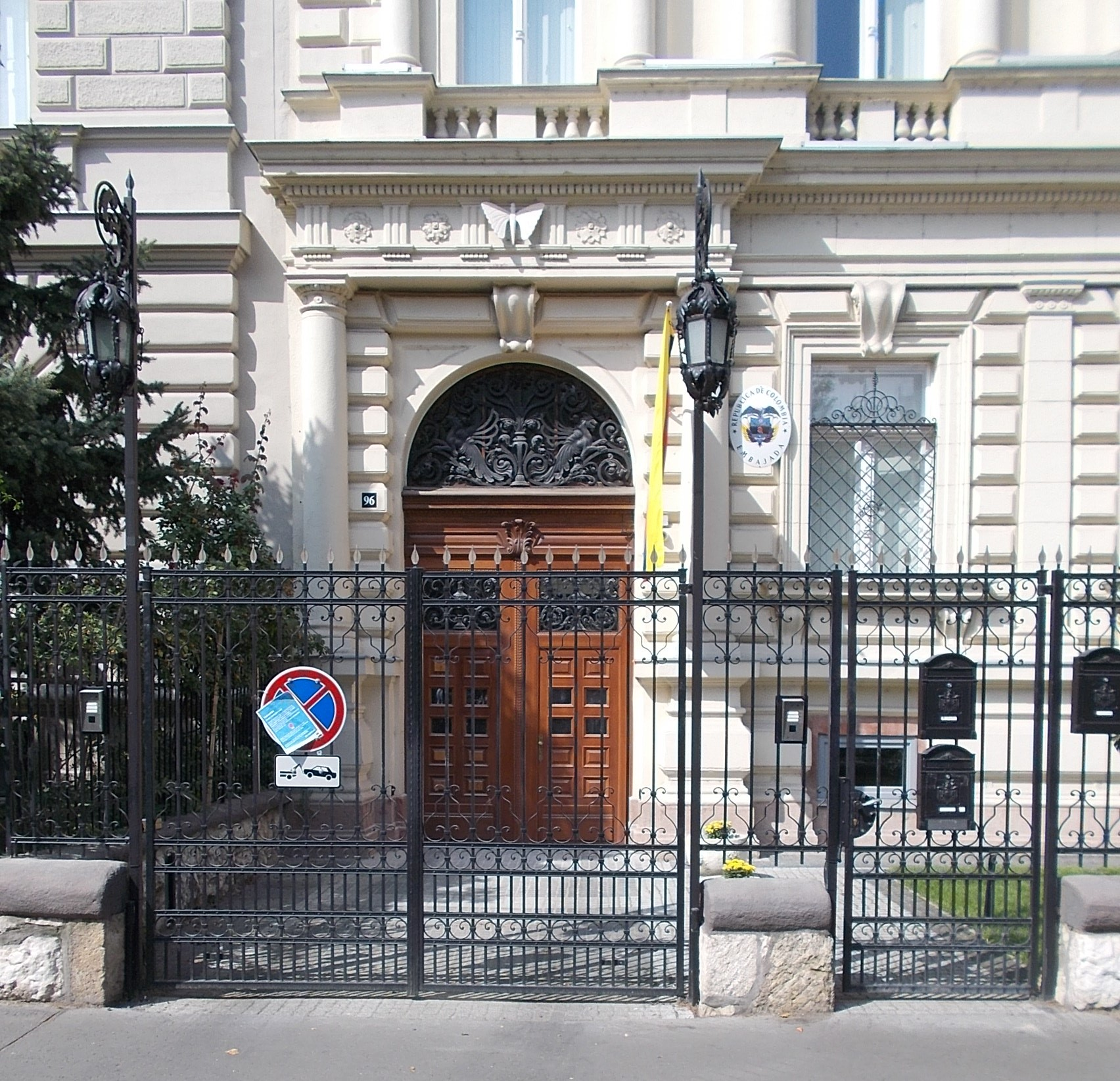
Embajada de Colombia en Budapest

Ambas naciones han firmado algunos acuerdos bilaterales como un Acuerdo de Cooperación Técnica, Científica y de Ayuda Mutua (1970); Acuerdo de Cooperación Cultural y Científica (2014); Acuerdo de Comercio (2013); y un Acuerdo de Cooperación Empresarial (2017).

## Misiones diplomáticas residentes
- Colombia tiene una embajada en Budapest.[5]
- Hungría tiene una embajada en Bogotá.[6]